# Западно-центральный Мезьер
За́падно-центра́льный Мезье́р (фр. Mézières-Centre-Ouest) — кантон во Франции, находится в регионе Шампань — Арденны, департамент Арденны. Входит в состав округа Шарлевиль-Мезьер.
Код INSEE кантона — 0815. Всего в кантон Западно-центральный Мезьер входит 10 коммун, из них главной коммуной является Шарлевиль-Мезьер.
Кантон был основан в 1973 году в результате разделения кантона Мезьер.

## Коммуны кантона
| Коммуна          | Население, чел. (1999) | Почтовый индекс | Код INSEE |
| ---------------- | ---------------------- | --------------- | --------- |
| Бельваль         | 197                    | 08090           | 08058     |
| Варк             | 1 449                  | 08000           | 08497     |
| Варнекур         | 387                    | 08090           | 08498     |
| Нёвиль-ле-Ти     | 353                    | 08090           | 08322     |
| При-ле-Мезьер    | 1 426                  | 08000           | 08346     |
| Сюри             | 114                    | 08090           | 08432     |
| Ти               | 180                    | 08090           | 08450     |
| Фаньон           | 345                    | 08090           | 08162     |
| Шарлевиль-Мезьер | 11 045                 | 08000           | 08105     |
| Эвиньи           | 194                    | 08090           | 08160     |

## Население
Население кантона на 1999 год составляло 15 690 человек.
| 1962 | 1968 | 1975 | 1982 | 1990   | 1999   | 2006 | 2007 | 2008 |
| ---- | ---- | ---- | ---- | ------ | ------ | ---- | ---- | ---- |
| —    | —    | —    | —    | 15 870 | 15 690 | —    | —    | —    |